# Palmoni

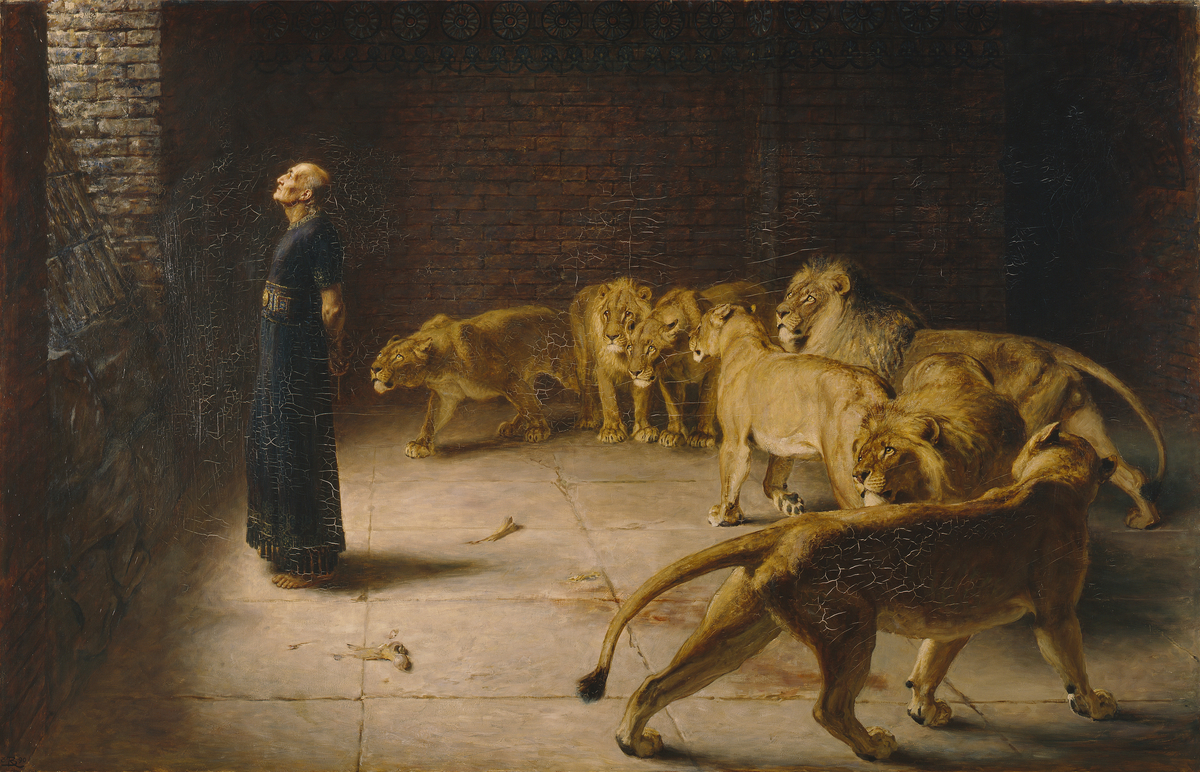
Representación de Daniel, en cuyo libro se menciona a Palmoni

Palmoni (en español: Numerador Maravilloso) es un ángel que aparece en el original hebreo del Libro de Daniel. En Daniel 8:14, Palmoni señala un período de 2 300 días antes de que la purificación del santuario, un evento evidentemente anhelado por el profeta Daniel, se lleve a cabo.

## Contexto numérico
En la Biblia Textual publicada por la Sociedad Bíblica Iberoamericana, cuando en el versículo un santo pregunta «¿Hasta cuándo [...]?», se añade esta nota:

Aquí, una revelación profética de cierto evento del futuro le es hecha a Daniel, por un determinado Santo. Un ángel santo; y otro ángel santo hizo una pregunta concerniente a cierto lapso de tiempo: Hasta cuando...? El nombre de este determinado santo es dado en el Texto Hebreo, y puesto en el margen, con su nombre: Palmoni, y el significado de su nombre: Numerador Maravilloso. Así que, por lo menos, hay un ángel santo, cuya función tiene que ver con el número. El número (y por ello los secretos que encierra) ocupa un lugar importante en la revelación divina. Un maravilloso numerador preside sobre ellos, y tiene a su cargo hacer conocer los tiempos de Dios.
§ 43, Notas en pasajes especiales

### Interpretaciones de los 2300 días
Según el principio de día-año a la hora de interpretar las profecías bíblicas, 2 300 «días» en realidad indicarían 2 300 años. El astrónomo suizo Jean-Philippe de Cheseaux descubrió, durante sus estudios de cronología, que si tomaba el período de 2 300 años y le restaba 1 260 años —un número mencionado indirectamente en Daniel como «un tiempo, dos tiempos y medio tiempo» o «un tiempo, y tiempos, y la mitad de un tiempo», en el que «un tiempo» equivale a 360, «tiempos» equivalen a 720 ({\displaystyle 2\times 360}) y «medio tiempo» equivale a 180 ({\displaystyle 360/2})— obtendría 1 040 años, lo cual se probó que fue, según el escritor y teólogo del siglo xix Henry Grattan Guinness, «el más preciso ciclo solar-lunar conocido».
El astrólogo Sepharial escribió: «Hice un cálculo y encontré que con un año solar equivalente a 365,242264 días, en ese período de 1 040 años obtenemos 12 863 ciclos lunares, cada uno de 29 días, 12 horas, 44 minutos, 2,8 segundos, los cuales no difieren del estimado astronómico más reciente ni por un segundo».

## Obras sobre Palmoni
Dos escritores del siglo xix escribieron libros titulados Palmoni: Francis John Bodfield Hooper fue el autor de Palmoni: An Essay of the Chronological and Numerical Systems in Use Among the Ancient Jews (1851) y Milo Mahan escribió Palmoni, or, The Numerals of Scripture (1863).